# André Gralha
André Gralha est un arbitre portugais de football né le 6 mai 1976  à Entroncamento au (Portugal).
Il est arbitre depuis 1993. Il est promu dans le championnat portugais comme arbitre portugais de 1re catégorie lors de la saison 2003-2004.
Il fait partie de l'AF Santarém.

## Statistiques
mis à jour à la fin de la saison 2008-2009
- 10 matches de 1re division portugaise.
- 23 matches de 2e division portugaise.